# مغالطة العد المزدوج
مغالطة العدّ المزدوج هي مغالطة تحدث عند حساب الأحداث أو الحالات في علم الاحتمال أو في أيّ مجال آخر، فيحسب من يقوم بالعمليّات الحسابيّة الأحداثَ مرّتين أو أكثر، مما يؤدّي إلى عدد خاطئ من الأحداث أو الحالات يكون أكبر من النتيجة الحقيقية. فينتج عن ذلك مجموع أكبر من 100% لجميع النتائج المحتملة وهو أمر مستحيل.
على سبيل المثال، ما هو احتمال رؤية الرقم 5 مرّة واحد على الأقلّ عند رمي زوج من أحجار النرد؟ سيكون الجواب المغلوط كما يلي: احتمال رؤية الرقم 5 على النرد الأول هو 1/6 واحتمال ظهور الرقم 5 على النرد الثاني هو 1/6 أيضاً، وبالتالي فإنّ احتمال رؤية الرقم 5 على حجر نرد واحد على الأقلّ هو 1/6+1/6 =1/3 =12/36، ولكن الأجابة الصحيحة هي 11/36، لأنّه قد تمّ احتساب الحالة التي يظهر فيها الرقم 5 على كلّ من حجريّ النرد مرتين.
في المصطلحات الرياضية، يحسب المثال السابق احتمال حدوث أحد الحدثين الأوّل أو الثاني (ظهور الرقم 5 على أحد حجري النرد) كما يلي: (A أو B) P هو P (A) + P (B) ومع ذلك، ومن خلال مبدأ الاستبعاد فإنّ 
P (A أو B) = P (A) + P (B) – P (A و B)
يتمّ استخدام هذا المبدأ للتعويض عن الحالات التي تمّ احتسابها بشكلٍ مزدوج بإعادة طرح تلك الحالات التي تمّ تكرارها.
يوجد مثال آخر لهذه المغالطة على هيئة دعابة، حيث يشرح رجل لمديره سبب تأخره عن العمل لساعة كاملة كلّ يوم:
- هناك 24*365 = 8760 ساعة في السنة،
- ويحتاج هذا الرجل إلى 8 ساعات نوم يوميّاً 8*365 يعني 2920 ساعة، بطرحها من الـ 8760 عدد الساعات في السنة يبقى 5840 ساعة.
- يحتاج لـ 30 دقيقة لكلّ وجبة من وجباته الثلاثة يوميّاً أي أنّه يحتاج إلى ساعة ونصف يوميّاً للطّعام فقط، أي 1.5*365 = 547.5 ساعة سنويّاً وبطرحها من عدد الساعات الذي نتج عن طرح عدد ساعات النوم ألا وهو 5840 يبقى 5250.5 ساعة.
- ويحتاج إلى 20 دقيقة استحمام بشكلٍ يوميّ أي 109.5 ساعة سنويّاً، فيبقى من عدد ساعات السنة 5183 ساعة.
- عطلة نهاية الأسبوع هي يومان أسبوعيّاً أي 2496 ساعة سنويّا، فيبقى من عدد ساعات السنة 2687 ساعة.
- تستغرق العطلة السنوية أسبوعان أي 336 ساعة، فيبقى 2361 ساعة.
- وتحتفل الشركة في 5 ايّام في السنة أي 120 ساعة فيبقى 2231 ساعة.
- يحتاج الطريق من وإلى العمل إلى ساعتين في اليوم، أي عشرة ساعات في الأسبوع أي 500 ساعة في السنة، فيبقى 1731 ساعة.
- مدّة العمل هي 8 ساعات في اليوم، لخمسة أيّام في الأسبوع، خلال 50 أسبوعاً في السنة، أي أنّ عدد ساعات العمل في السنة بالمجمل هو 2000 ساعة، بطرح 1731 ساعة، لذلك ينقص الموظّف 269 ساعة سنويّاً، أي ما يقارب ساعة واحدة من كلّ يوم عمل.

جميع الأرقام التي ذكرت في المثال السابق صحيحة، لكن الرجل استخدمها بطريقة غير صحيحة. لأنّ النوم والاستحمام والأكل هي نشاطات يوميّة في أيام العطلة أو أيّام الدوام وأيام الإجازة، مما يجعل هذه الساعات تحسب مرتين في أيّام الدوام العاديّة وفي أيّام العطل على اختلافها.